# Лорънс Норфък
Лорънс Норфък (на английски: Lawrence Norfolk) е британски писател, автор на няколко романа, предимно с исторически сюжети често с много сложни детайли и структура.
До 1967 година е живял в Ирак. След завръщането си във Великобритания и дипломирането си през 1986 г. работи за кратко като учител и писател на свободна практика за издатели на речници и енциклопедии. През 1982 г. спечелва наградата Съмърсет Моъм с първия си роман, в който става въпрос за събитията около публикуването на Библиотека класика на Джон Лемприе, първата публикация на класическа митология и история през 1788 г. Романът започва като детективска история като впоследствие се замесват исторически елементи, елементи на научна фантастика, правят се връзки с Британската източноиндийска компания, обсадата на Ла Рошел и Австро-турската война от 1787 – 1791 г.. Вторият и третият му роман продължават традицията на автора да сравнява несравними на пръв поглед събития, обекти и факти.

## Произведения
- Lamprière's Dictionary (1991; Речникът на Ламприер)
- The Pope's Rhinoceros (1996)
- In the Shape of a Boar (2000) Във форма на диво прасе